# Utrechts Byzantijns Koor
Het Utrechts Byzantijns Koor is een koor, op initiatief van voorzitter A.G. Smit van het Apostolaat der Hereniging opgericht op 9 februari 1951 door dr. Myroslaw Antonowycz, dat zich toelegt op de liturgie volgens de Slavisch-Byzantijnse ritus.

## Geschiedenis
De basis voor het koor werd gelegd door een groep Oekraïense seminaristen met zijn professoren, toen deze kort na de Tweede Wereldoorlog naar Nederland kwam. De geboren en getogen Oekraïner dr. Myroslaw Antonowycz leidde de gezangen in de erediensten in het in Culemborg gevestigde Oekraïense seminarie. 
Nadat de seminaristen afgestudeerd waren, zwermden zij uit om hun priesterlijke roeping voor de Oekraïners over de hele wereld te volbrengen. Het inmiddels buiten de kloostermuren bekende seminaristenkoor viel daardoor uiteen, doch de aanvragen voor het zingen van liturgieën en concerten bleven komen.
Op initiatief van mgr. A.G. Smit richtte Antonowycz een koor op, bestaande uit Nederlandse mannen, dat zich toelegde op het zingen van - in eerste instantie - de liturgie volgens de Slavisch-Byzantijnse ritus.
Vanaf de oprichting Antonowycz aan een koor dat met louter Nederlanders een muzikale uitdrukking kon geven aan de Oekraïense ziel.
In 1991 nam Antonowycz afscheid als dirigent en ontving hij de zilveren medaille van de stad Utrecht. Daarna werd hij benoemd tot ere-dirigent van het Utrechts Byzantijns Koor. Hij werd in 1992 opgevolgd door Grigori Sergei Sarolea. Myroslaw Antonowycz overleed op 11 april 2006 in zijn woonplaats Vleuten - De Meern.